# Marcha del Coronel Bogey
La "Marcha del Coronel Bogey" es una marcha británica compuesta en 1914 por el teniente F.J Ricketts (1881-1945) (seudónimo de Kenneth J. Alford), un director de banda del ejército británico que más tarde se convirtió en el director de música de los Royal Marines en Plymouth.

## Historia
Como en ese momento no se alentaba al personal de servicio a tener una vida profesional fuera de las fuerzas armadas, el director de banda del ejército británico F. J. Ricketts publicó "El coronel Bogey" y sus otras composiciones bajo el seudónimo de Kenneth Alford. Supuestamente, la canción fue inspirada por un militar y golfista que silbó una frase característica de dos notas (un tercer intervalo descendente menor  (  ) en lugar de gritar "¡Adelante!". Es este intervalo descendente el que comienza cada línea de la melodía. El nombre "Coronel Bogey" comenzó a finales del siglo XIX como el "oponente estándar" imaginario del sistema de puntuación del Coronel Bogey, y para la época eduardiana el Coronel había sido adoptado por el mundo del golf como el espíritu presidente del curso. lados del Atlántico a menudo jugaban partidos contra el "Coronel Bogey". Bogey ahora es un término de golf que significa "uno sobre par".

## Legado
La partitura fue vendida en un millón de copias, y la marcha fue grabado muchas veces. Al comienzo de la Segunda Guerra Mundial, el "Coronel Bogey" se convirtió en parte del estilo de vida británico cuando la melodía se convirtió en una canción popular: "Hitler sólo tiene un huevo" (originalmente "Göring tiene un solo huevo" después de que el líder de la Luftwaffe sufriera una grave lesión en la ingle, pero luego se volvió a redactar para adaptarse al gusto popular), con la melodía convirtiéndose en un himno nacional, no oficial, a la rudeza. El "Coronel Bogey" fue utilizado como desfile por los 10.º y 50.º Batallones de la Fuerza Expedicionaria Canadiense, este último perpetuado hoy por el Regimiento de Calgary del Rey (RCAC) de las Fuerzas Canadienses, que reclaman al "Coronel Bogey" como su representante autorizado. Desfile en tiempo rápido.
La melodía de la Marcha del Coronel Bogey se usó para una canción de The Women's Army Corps, una rama del ejército estadounidense desde 1943 hasta su absorción en el ejército regular en 1978. Las letras escritas por la comandante Dorothy E. Nielsen (USAR) fueron las siguientes: "El deber  nos está llamando a usted y a mí, tenemos una cita con el destino, listos, los WAC están listos, su pulso es constante, un mundo para liberar. Servicio, estamos en corazón y alma, la victoria es nuestro único objetivo, amamos el honor de nuestro país y lo defenderemos contra cualquier enemigo ".
En 1951, durante la primera conferencia de informática celebrada en Australia, esta canción fue la primera música que tocó una computadora, por CSIRAC, una computadora desarrollada por la Commonwealth Scientific and Industrial Research Organization.
La marcha ha sido utilizada en comerciales alemanes para Underberg digestif bitter desde la década de 1970, y se ha convertido en un tintineo clásico allí. Una parodia titulada "Cometa" es una canción humorística sobre los efectos negativos de consumir el producto de limpieza del mismo nombre.

## El puente sobre el río Kwai
El compositor inglés Malcolm Arnold añadió una contramarcha, que tituló "The River Kwai March", para la película dramática de 1957 El puente sobre el río Kwai, ambientada durante la Segunda Guerra Mundial. Las dos marchas fueron grabadas juntas por Mitch Miller como "Marcha sobre el río Kwai - Coronel Bogey". En consecuencia, la "Marcha del Coronel Bogey" a menudo es mal acreditada como " Marcha del Río Kwai". Mientras Arnold usó el "Coronel Bogey" en su partitura para la película, fue solo el primer tema y un poco del segundo tema del "Coronel Bogey", silbado sin acompañamiento por los prisioneros británicos varias veces mientras marchaban al campo de prisioneros. Como la película mostraba prisioneros de guerra recluidos en condiciones inhumanas por los japoneses, los funcionarios canadienses se avergonzaron en mayo de 1980, cuando una banda militar interpretó al "Coronel Bogey" durante una visita a Ottawa del primer ministro japonés Masayoshi Ōhira.